# Gymnasiet Svenska normallyceum
Gymnasiet Svenska normallyceum, kallad Ottelinska Gymnasiet 1977-1978, smeknamn Norsen, var ett svenskspråkigt kommunalt gymnasium i stadsdelen Gardesstaden i Helsingfors 1977-2015. 

## Historia
Historian innan 1977 beskrivs mera ingående i Svenska normallyceum.
Gymnasiet uppstod 1977, när Helsingfors övergick till grundskolsystemet och Svenska normallyceum delades upp i två skolor, Gymnasiet Svenska normallyceum och Högstadieskolan Svenska normallyceum.
År 1990 förenades Lönnbeckska gymnasiet till Gymnasiet Svenska normallyceum som en speciallinje. Speciallinjen blev 2002 en självständig skola med namnet Tölö specialiseringsgymnasium.
Gymnasiet Svenska normallyceum slogs 2015 ihop med Tölö specialiseringsgymnasium till Tölö gymnasium.
Skolbyggnaden vid Unionsgatan 2 är byggd 1880 efter ritningar av arkitekt Hampus Dalström och fungerar numera som skola för Grundskolan Norsen med årskurserna 5-9. En grundläggande renovering av byggnaden tog plats 2015-2016.

## Kända alumner
- Monica Groop, sångare
- Henrik Meinander, historiker
- Linus Torvalds, programmerare, Linux[4]
- Reidar Wasenius, pedagog och publicist